# Ōkyo (cràter)
Ōkyo és un cràter d'impacte en el planeta Mercuri de 66 km de diàmetre. Porta el nom del pintor japonès Maruyama Ōkyo (1733-1795), i el seu nom va ser aprovat per la Unió Astronòmica Internacional el 1985.